# Parafia św. Piusa z Pietrelciny w Krasnosiłce
Parafia św. o. Piusa z Pietrelciny w Krasnosiłce – rzymskokatolicka parafia znajdująca się w diecezji odesko-symferopolskiej w dekanacie Odessa.